# Johannes Firn
Johannes Firn (* 9. Mai 1990 in Ilmenau) ist ein ehemaliger deutscher Nordischer Kombinierer.

## Werdegang
Seine ersten FIS-Wettkämpfe bestritt Johannes Firn im Jahr 2005. Am 8. Januar 2007 gab er in Klingenthal sein Debüt im B-Weltcup der Nordischen Kombination, als er in einem Sprint den 36. Rang erreichte. Etwas mehr als zwei Jahre später, am 25. Januar 2009, konnte er mit dem achten Platz im slowenischen Kranj erstmals eine Platzierung in den Punkterängen bei einem Wettbewerb im Rahmen dieses 2008 in Continental Cup umbenannten B-Weltcups erzielen. Bei den Nordischen Junioren-Skiweltmeisterschaften 2009 in Štrbské Pleso belegte er Rang 14 im Einzel.
Am 14. Februar 2009 erfolgte ebenfalls in Klingenthal sein erstmaliger Start im Weltcup der Nordischen Kombination. Bei den Junioren-Skiweltmeisterschaften 2010 in Hinterzarten gewann er gemeinsam mit Fabian Rießle, Johannes Rydzek und Janis Morweiser die Goldmedaille im Teamwettbewerb und wurde Sechster im Einzel. Im Continental Cup konnte er in der Saison 2012/13 zwei Podiumsplatzierungen erzielen: Am 16. Februar 2013 in Planica mit dem dritten Platz im Einzel und am 15. März 2013 in einem Teamsprint in Rovaniemi als Teamkollege von Michael Dünkel mit dem zweiten Rang.
Seinen bislang letzten internationalen Wettkampf absolvierte Johannes Firn am 16. März 2014 im Rahmen des Continental Cups im finnischen Kuusamo. Er lebt in Frauenwald.

## Statistik

### Nordische Junioren-Skiweltmeisterschaften
- Štrbské Pleso 2009: 14. Gundersen (HS 100/5 km)
- Hinterzarten 2010: 1. Team (HS 106/4 × 5 km), 6. Gundersen (HS 106/10 km)

### Weltcup-Platzierungen
| Saison  | Platz | Punkte |
| ------- | ----- | ------ |
| 2012/13 | 63.   | 007    |

### Continental-Cup-Platzierungen
| Saison  | Platz | Punkte |
| ------- | ----- | ------ |
| 2008/09 | 78.   | 032    |
| 2009/10 | 54.   | 058    |
| 2010/11 | 76.   | 035    |
| 2011/12 | 36.   | 119    |
| 2012/13 | 05.   | 466    |
| 2013/14 | 25.   | 111    |

### Grand-Prix-Platzierungen
| Saison | Platz | Punkte |
| ------ | ----- | ------ |
| 2010   | 34.   | 016    |
| 2012   | 32.   | 049    |